# Ligurra moniensis
Ligurra moniensis är en spindelart som beskrevs av Prószynski, Deeleman-Reinhold 20. Ligurra moniensis ingår i släktet Ligurra och familjen hoppspindlar. Inga underarter finns listade i Catalogue of Life.